# Phyllonorycter infirma
Phyllonorycter infirma är en fjärilsart som beskrevs av Gerfried Deschka 1975. Phyllonorycter infirma ingår i släktet guldmalar, och familjen styltmalar.
Artens utbredningsområde är Afghanistan. Inga underarter finns listade i Catalogue of Life.